# 아우토반 24호선

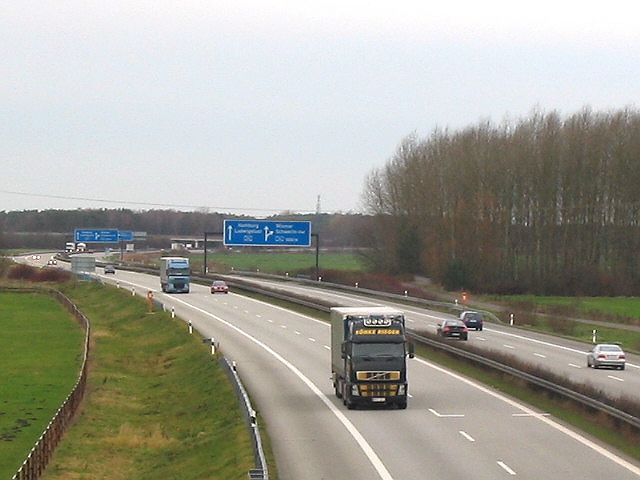
슈베린 분기점 부근을 지나가고 있는 아우토반 24호선

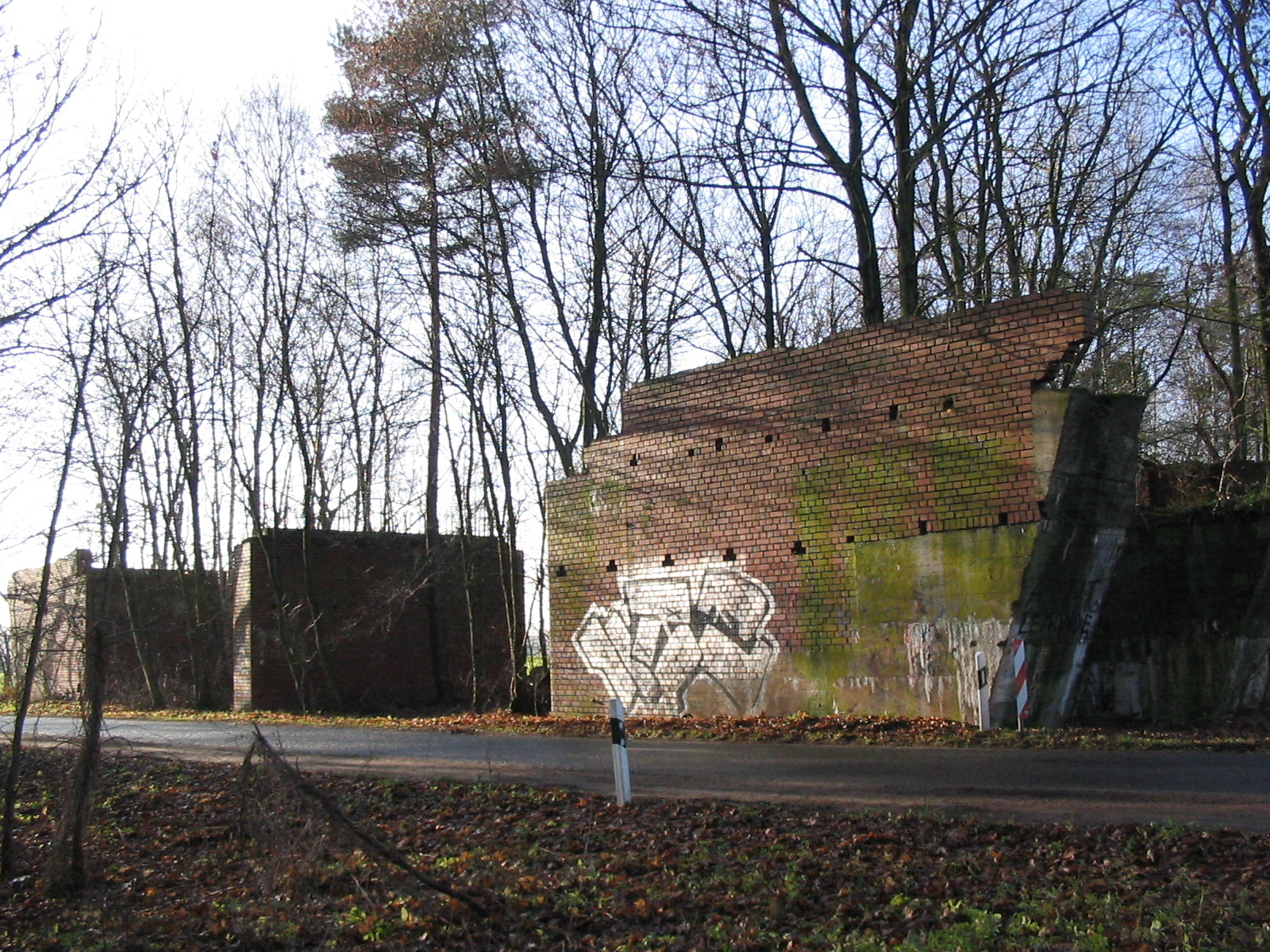
1930년대 이전 당시에 계획되어 있었던 하게노 인근에 있는 미사용 교량

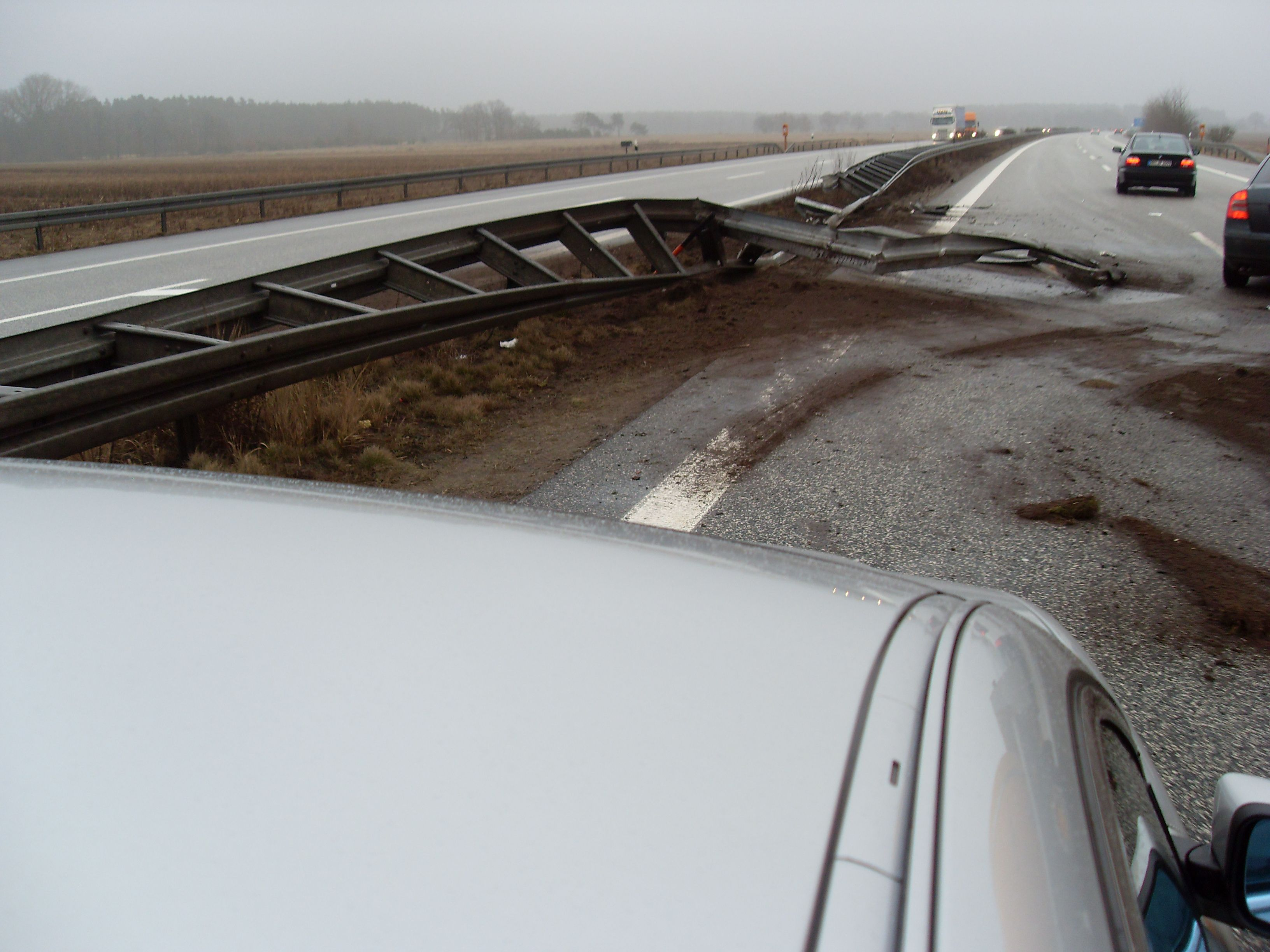
아우토반 24호선에서 주행하고 있었던 한 트럭이 노면에 의해 미끄러지면서 무너진 방호벽의 모습 (2009년 2월)

아우토반 24호선(독일어: Bundesautobahn 24)은 함부르크에서 베를린까지 이어주는 아우토반이자 독일의 고속도로망으로, 주로 독일 북부 지역에 있는 중요한 도시들을 관통하고 있는 교통 요충지이기도 하다. 냉전 시절에 서베를린으로 향하는 셋 뿐인 진입 도로 중의 하나로 구성되어 있다. 그래서 속도 제한이 전혀 없는 특성을 가진 도로의 특색상 아우토반 24호선은 150km의 총 연장 중 65%가 매우 빠른 속도로 주행하게 되어 있는 의미가 있는 가장 독특한 고속도로 노선이기도 하다.